# 神岡鉄道25DL形ディーゼル機関車
神岡鉄道25DL形ディーゼル機関車（かみおかてつどう25DLがたディーゼルきかんしゃ）は、かつて神岡鉄道神岡線で運用されていたディーゼル機関車である。
2両（KM251・252）が存在した。
形式名に関しては、25形、KM25形とする資料もある。

## 概要
1966年（昭和41年）10月6日に日本国有鉄道神岡線が開通した際、三井金属鉱業神岡鉱業所が同所専用線用の車両として購入した、自重25tのディーゼル機関車である。富士重工業製で、三井金属鉱業時の車番はD251, D252であった。
1984年（昭和59年）10月1日、神岡鉄道が開業すると、D251とD252は神岡鉄道に無償譲渡され、同社に車籍編入された。この際、車番をKM251, KM252としている。神岡鉄道では神岡鉱山前駅からの神岡鉱業所専用線で貨物輸送に従事していた。
2004年（平成16年）10月15日に神岡鉄道の貨物輸送廃止にともない廃車となる。KM252は神岡鉄道廃止後に売却され、現在は中越パルプ工業高岡工場DB252となっている。

## 主要諸元
- 全長：6,850mm
- 全幅：2,720mm
- 全高：3,450mm
- 自重：25.0t
- 機関：DMH17Sディーゼル機関1基
- 軸配置：B
- 出力：280PS[2]